# Samuel N. Harper
Samuel Northrup Harper (9 avril 1882 - 18 janvier 1943) est un historien et slaviste américain. Fils de William Rainey Harper, Samuel N. Harper est une figure importante pour l'établissement et la poursuite des études russes à l'Université de Chicago,.

## Jeunesse et éducation
Harper est né le 9 avril 1882 dans le quartier Morgan Park de Chicago, le fils aîné de William Rainey Harper et Ella Paul Harper. Ses premières années sont façonnées par la fondation de l'Université où son père est le premier président de l'Université de Chicago en 1891. En 1900, Wiliam Rainey visite la Russie en compagnie de Charles Crane, un riche homme d'affaires de Chicago particulièrement intéressé par l'Europe de l'Est. Entre autres, William Rainey Harper rencontre le tsar Nicolas II et Léon Tolstoï lors de ce voyage (ce dernier est dérangé que le président passe une grande partie de son temps à essayer d'obtenir des fonds pour l'Université). William Rainey Harper retourne à Chicago, déterminé à démarrer éventuellement un programme d'étude de la Russie et aussi à envoyer son propre fils à l'étranger pour apprendre une nouvelle langue. La même année, Samuel N. Harper travaille comme gardien à l'Exposition universelle de 1900 de Paris alors qu'il est annoncé qu'il va devenir le premier expert américain sur la Russie.
Harper obtient un baccalauréat ès arts de l'Université de Chicago en 1902. Il reçoit le diplôme de l'Institut national des langues et civilisations orientales à Paris en 1905, étudiant avec Paul Jean Marie Boyer, un spécialiste connu de la formation en langue russe.

## Carrière
Samuel N. Harper passe la majeure partie des années pré-révolutionnaires de la Russie parmi l'intelligentsia de Saint-Pétersbourg et de Moscou tout en étant financé par Charles Crane pour enseigner le russe à l'Université de Chicago pendant la moitié de l'année, collaborant souvent à ses études avec Bernard Pares (en). Après la mort de son père, il est aidé par sa mère Ella Paul pour trier et archiver son travail et celui de son père - d'où des archives méticuleuses de la fondation de l'Université, du programme russe et des documents russes du début du XXe siècle conservés dans les archives de l'Université.
Harper fréquente brièvement l'Université Columbia entre 1909 et 1911. Il ne termine pas sa thèse de doctorat lorsque Pares lui suggère de venir à l'Université de Liverpool pour enseigner le russe tout en se rapprochant du pays lui-même. L'arrangement est de courte durée - il est devenu clair que Pares et Harper se trouvent dans des camps politiques opposés à l'égard de la Russie, Harper soutenant plus tard les réformes plus modérées de la Révolution de Février et Pares devenant finalement un partisan public de Staline. Harper abandonne le poste en 1913.
Il retourne à l'enseignement à l'Université de Chicago en tant que professeur adjoint sur la langue et les institutions russes en 1914. Il sert brièvement comme assistant spécial au département d'État américain, division russe de 1918 à 1922, et au comité qui se préoccupe de l'authenticité des documents Sisson.